# Wisław I
Wisław I (ur. ok. 1180 r.; zm. 7 czerwca 1250 r.) – książę rugijski w latach 1221–1249.

## Życiorys
Wisław I był synem Jaromara I. Po raz pierwszy był wzmiankowany w 1193 r. W 1219 r. wziął udział w wyprawie swojego seniora króla duńskiego Waldemara II Zwycięskiego do Estonii. W 1221 r. po rezygnacji swojego brata Barnuty został władcą Rugii. W tym samym roku są po raz pierwszy wzmiankowani niemieccy osadnicy na wyspie. W następnych latach brał udział w wojnach toczonych przez Waldemara II: w 1225 r. w bitwie pod Mölln i w 1227 r. w bitwie pod Bornhöved. Mimo niepowodzenia Duńczyków pozostał w zależności lennej od Danii. W 1231 r. założył klasztor cystersów w Neuenkamp (dziś Franzburg). W 1234 r. nadał prawa miejskie Stralsundowi i zagwarantował miastu prawo połowu ryb i zwolnienie od cła.

## Rodzina
Wisław I był dwukrotnie żonaty. Jego pierwszą żoną była Salomea (ur. przed 1198 r., zm. 1219 r.) córka księcia gdańskiego Mściwoja I. Drugą żoną Wisława była pochodzącą z Danii Małgorzata (ur. przed 1200 r.; zm. 5 marca 1232 r.). Z obu małżeństw pochodziło sześciu synów:
- Jarosław (ur. po 1215 r., zm. 1242/1243 r.), w latach 1232–1242 proboszcz Rugii i Tribsees
- Piotr (ur. po 1215 r., zm. 1237 r.)
- Wisław (ur. ok. 1220 r., zm. 1243/44 r.)
- Burisław (ur. przed 1231 r., zm. 1237 r.)
- Mikołaj (ur. przed 1231, zm. 1237 r.)
- Jaromir II (ur. ok. 1218, zm. 1260 r.), następca ojca (od 1246 r. współrządca)

## Literatura
- Edward Rymar: Rodowód książąt pomorskich, t. 1, Szczecin 1995, s. 278-279.
- Joachim Wächter: Das Fürstentum Rügen - Ein Überblick. In: Beiträge zur Geschichte Vorpommerns: die Demminer Kolloquien 1985–1994. Thomas Helms Verlag, Schwerin 1997, ISBN 3-931185-11-7
- Gunnar Möller: Geschichte und Besiedlung der Terra Gristow vom 7. bis 14. Jahrhundert. In: Beiträge zur Geschichte Vorpommerns: die Demminer Kolloquien 1985–1994. Thomas Helms Verlag, Schwerin 1997, ISBN 3-931185-11-7